# Kalashnikov SR1
Kalashnikov SR1 — спортивный самозарядный карабин со сбалансированной автоматикой. Предназначен для практических видов спорта (IPSC, 3-Gun), разработан и производился концерном «Калашников». На этапе разработки был известен как «Сайга-107».

## История

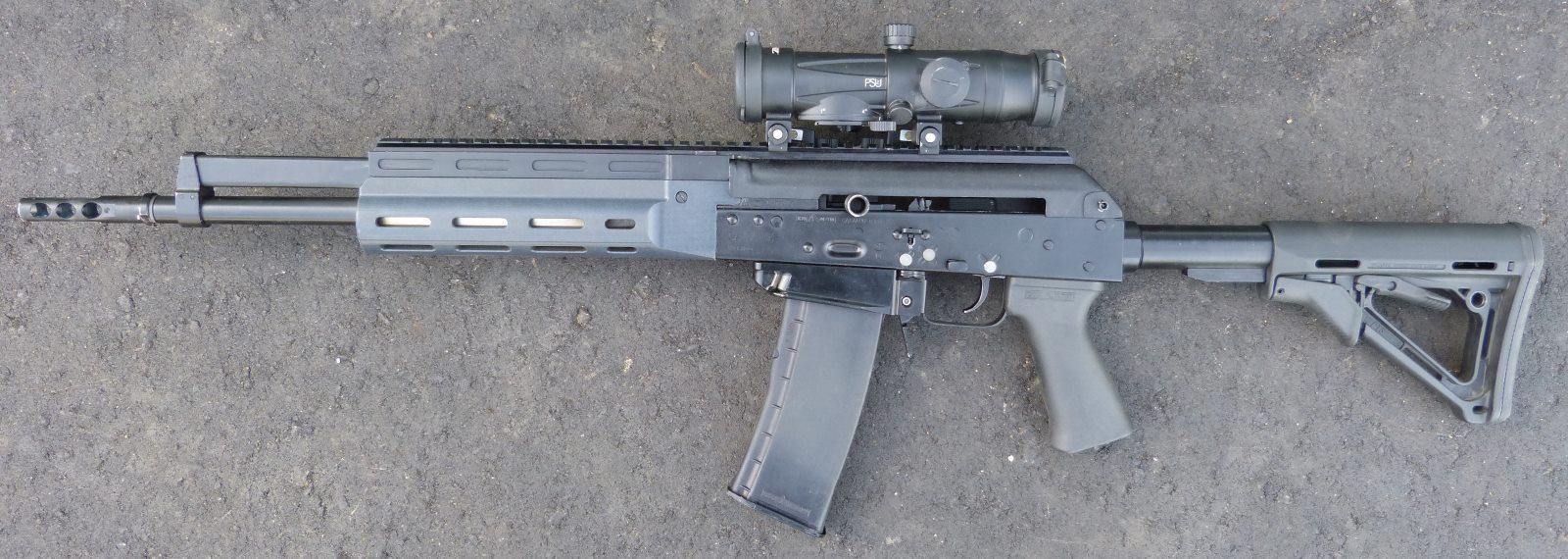
Опытный карабин «Сайга-107», показанный в 2015 году

Разработка карабина для практической стрельбы, была начата в 2012 году как совместный проект ряда стрелков-практиков России и концерна «Калашников». За основу нового карабина, главной задачей которого была точная стрельба на дистанции до 300 метров был выбран экспериментальный автомат АК-107 со сбалансированной автоматикой, разработанный на заводе ИЖМАШ, ныне входящем в концерн «Калашников». Опытные образцы карабинов «Сайги-107» показывались в 2015 году на выставке «Армия-2015». В дальнейшем карабин подвергся значительной переработке: изменилась конструкция крышки ствольной коробки, появился приёмник магазинов, совместимых с AR-15, изменилось крепление приклада. Также появились новое удлинённое цевьё и эргономичная пистолетная рукоятка. В 2017 году обновленный образец карабина был показан уже под новым обозначением «Kalashnikov SR1» (от Sport Rifle, model 1), а с весны 2018 года началось мелкосерийное производство карабина и его продажа российским стрелкам. Серийные образцы продемонстрировали неудовлетворительную кучность и надежность работы и поэтому коммерческого успеха не имели. На начало 2021 года, проект признан неудачным и закрыт, мелкосерийное производство остановлено.

## Система
Основой для карабина SR1 послужила переработанная конструкция автомата АК-107 со сбалансированной газоотводной автоматикой.
Известно, что одной из особенностей конструкции автомата Калашникова являются значительные скорость и масса подвижных частей, гарантирующие необходимый запас энергии для надёжной работы автомата даже в самых затруднённых условиях. Однако удары затворной группы в крайних передних и задних положениях плохо сказываются на кучности стрельбы, вызывая повышенные колебания оружия. Идея сбалансированной автоматики, предложенная в СССР в 1960-х годах конструктором Петром Ткачёвым заключается в том, что для компенсации импульсов подвижных частей автоматики в конструкцию оружия вводится специальный балансир-противовес, двигающийся в противоположном направлении относительно затворной группы и синхронно с ней. Таким образом за счёт некоторого усложнения конструкции удалось повысить кучность стрельбы короткими очередями из неустойчивых положений, стоя, сидя или лежа с рук, без упора. Применительно к боевому оружию данная система конструкторами ИЖМАШ была сочтена неоправданной, однако для спортивного оружия, используемого в гораздо менее жёстких условиях, такая система считается оправданной, так как позволяет сочетать хорошую надёжность оружия за счёт должного запаса энергии подвижных частей и хорошую кучность стрельбы при высоком её темпе.

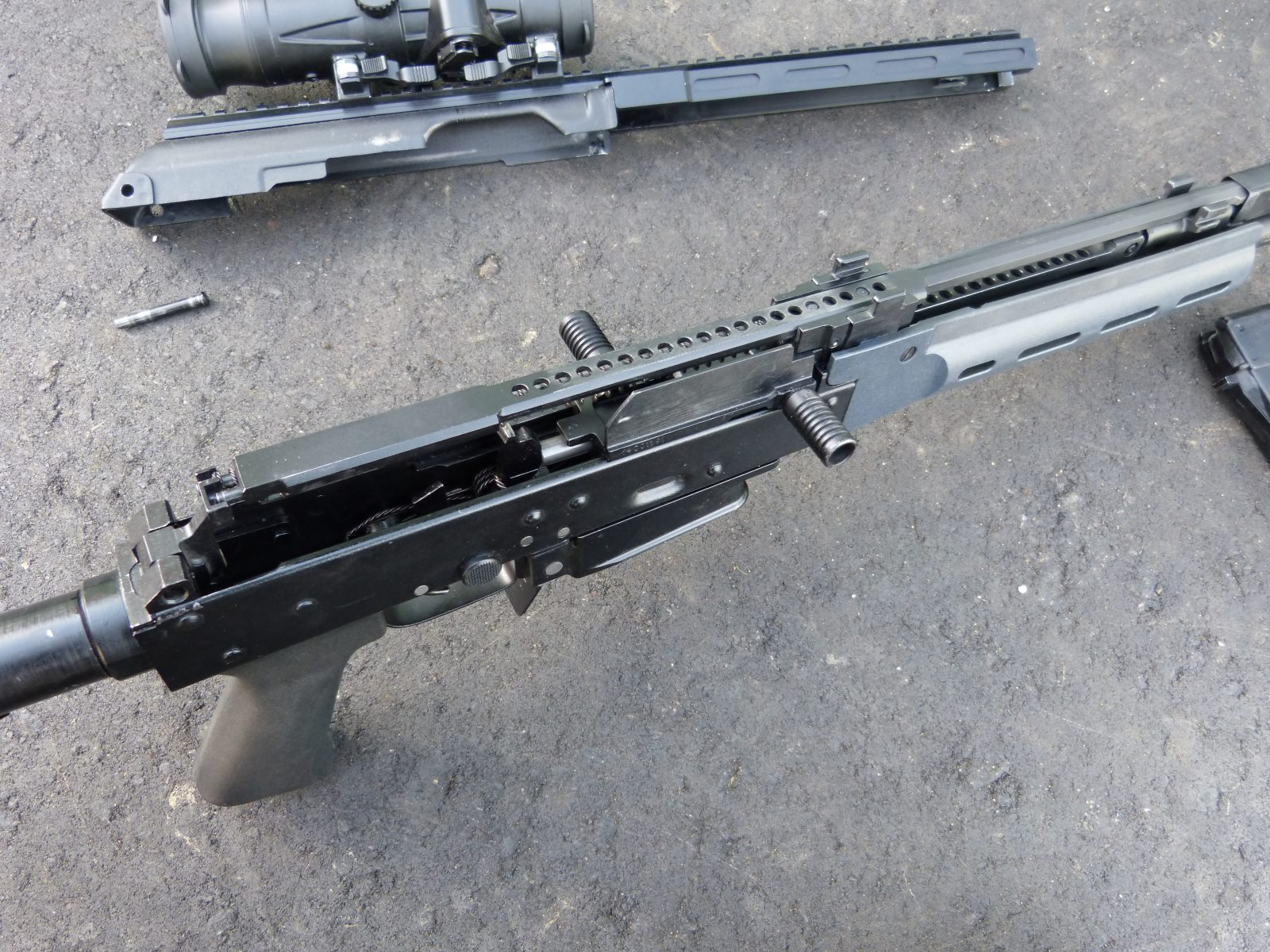
Карабин «Сайга-107» со снятой крышкой ствольной коробки. Затворная группа находится в крайнем переднем положении, балансир — в крайнем заднем

Для осуществления данной схемы карабин имеет два газовых поршня, входящих с двух сторон в Т-образный газовый блок, расположенный над стволом. Задний поршень связан с затворной рамой, тогда как передний через U-образное соединение связан с балансиром, расположенным выше затворной рамы. Синхронизация балансира и затворной рамы осуществляется при помощи пары шестерней, объединённых кареткой в единый узел. При стрельбе каретка с шестернями становится в специальный паз ствольной коробки и остаётся неподвижной. Балансир и затворная рама имеют свои отдельные возвратные пружины в задней части ствольной коробки. Запирание канала ствола осуществляется поворотным затвором с двумя боевыми упорами.
Ствольная коробка имеет съёмную крышку, запираемую защелкой в задней части ствольной коробки. Сверху на крышке выполнена планка типа «Пикатинни» для установки оптических или коллиматорных прицелов. Цевьё выполнено из ударопрочного полимера с металлическим теплозащитным экраном внутри и крепится на ствольной коробке консольно, не касаясь ствола. Питание патронами осуществляется из отъёмных коробчатых магазинов, совместимых с платформой AR-15. Для ускорения перезарядки в конструкции предусмотрена автоматическая затворная задержка, останавливающая затворную группу в открытом положении при опустошении магазина.

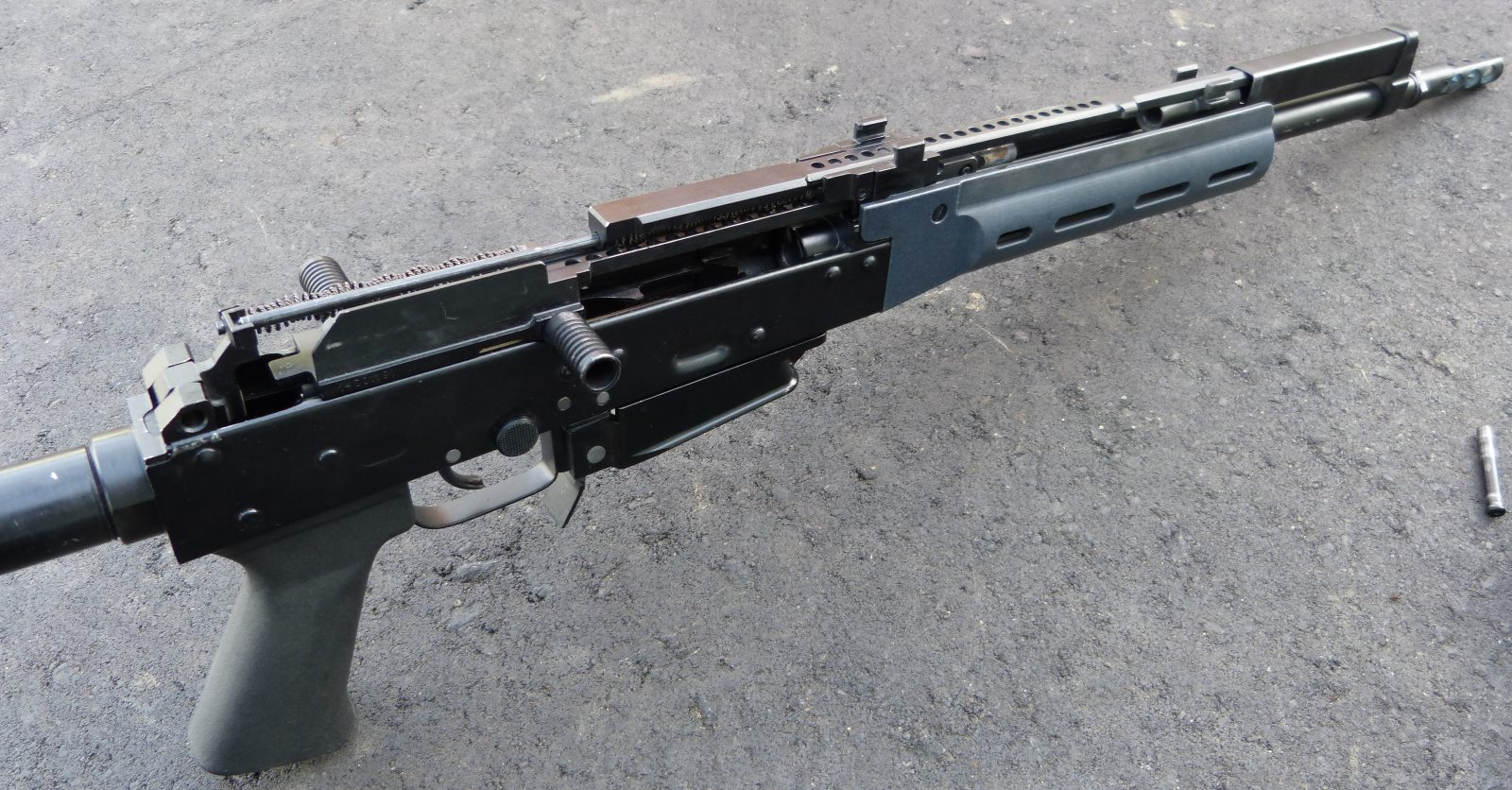
Карабин «Сайга-107» со снятой крышкой ствольной коробки. Затворная группа находится в крайнем заднем положении (на затворной задержке), балансир — в крайнем переднем

Ствол карабина имеет хромированные патронник и канал, в дульной части имеется резьба для установки различных дульных тормозов-компенсаторов. Приклад телескопический, регулируемый по длине. Штатных механических прицельных приспособлений карабин не имеет.

## Модификации
Исполнение № 1 (исп.01) имеет удлинённый до 515 мм ствол, увеличенную до 1022/1122 мм длину и массу 4,45 кг.